# Замок Швигов
 Национальный памятник культуры Чешской Республики (регистрационный номер 253 NP от  2001 года)
Замок Швигов (чеш. Hrad Švihov) — средневековый готический водный замок в городе Швигов в районе Клатови Пльзенского края Чехии. Основан в конце XIII века панами Швиговскими из Ризмберка и полностью перестроен в конце XV века в стиле поздней готики. Наряду с замками Блатна и Червена-Льгота, замок Швигов относится к трём наиболее хорошо сохранившимся водным замкам Чехии. В 2001 году замок внесён в список национальных памятников культуры Чешской Республики.

## История замка

### Во владении панов из Ризмберка
Швиговский град был возведен Вилемом из Швигова, принадлежавшего к роду панов из Ризмберка, в болотистой местности в пойме Углавы в конце XIII или начале XIV века взамен старой Швиговской крепости XII века. О существовании на месте Швигова феодальной резиденции в XIII веке свидетельствует, в частности, грамота королевы Кунгуты, выданная в 1245 году Кладрубскому монастырю. Среди свидетелей в этой грамоте упомянут земан Држкрай с предикатом «из Швигова» («de Swichow»), потомки которого владели частью городка Швигова, который вскоре возник рядом с новым замком, до XV века. Первое письменное упоминание о замке относится к 1375 году, когда его владельцем был Пута I Швиговский, носивший предикат «из Ризмберка и на Швигове» (ум. в 1399).
После смерти Путы I его владения унаследовал его брат Брженек, умерший в 1407 году. Сыновья Брженека, унаследовав его владения, вскоре поделили их между собой: замок Раби получил Ян, а Швигов достался Вилему Швиговскому из Ризмберка. Во время гуситских войн замок был укреплён валами и рвами, однако в 1424 или 1425 году гарнизон без боя сдал замок гуситским войскам. Некоторые источники говорят о том, что замок был при этом сожжён. После окончания войн король Зикмунд вернул замок панам из Ризмберка, которые его отремонтировали. Около 1480 года Пута II Швиговский из Ризмберка (ум. в 1504), занимавший должность высочайшего земского судьи, приказал снести замок и выстроить его заново в стиле поздней готики. К 1489 году были возведены цитадель со сводчатой замковой капеллой и трёхэтажный панский дворец с деревянными потолками. Из внутренних укреплений первоначально были возведены высокая входная башня цитадели, полигональная крепостная башня под капеллой и цилиндрические угловые крепостные башни — Красная и Золотая — в северо-западном и северо-восточном углах замковой цитадели. Из исторических источников 1505 года известно, что в Красной башне была устроена мельница. В 1490 году Пута II приступил к перестройке южного крыла замка. В существовавших зданиях потолки были заменены сводами без рёбер, помещения нового южного дворца замка также строились со сводчатыми потолками. Внутренние укрепления были дополнены двумя угловыми крепостными башнями — Белой и Зелёной — в юго-западном и юго-восточном углах цитадели. Во внешних укреплениях замка была возведена дополнительная часть вала, а также возведены укрепления вокруг прилегающих с западной стороны хозяйственных построек замка. Перестройка замка проходила, по-видимому, при участии королевского архитектора Бенедикта (Бенеша) Рейта, хотя документальное подтверждение его участия относится лишь к 1505 году.

### Замок в XVI—XIX веках
Внешние укрепления замка с восточной и частично с северной и южной сторон были возведены уже после смерти Путы II в 1504 году его сыновьями Вацлавом и Йиндржихом Швиговскими из Ризмберка. Около 1530 года перестройка замка была окончена, а в 1548 году обременённые долгами сыновья Путы II продали Швиговское панство с замком Геральту Кавке из Ржичан и Штекни (ум. в 1563). После смерти Геральта его сыновья Зденек и Геральт II из Ржичан разделили замок между собой. В 1580 году паны из Ржичан частично перестроили его в стиле ренессанс и украсили настенными росписями. В северо-западной части двойной («парканной») стены был выстроен «Ржичанский» дворец. Некоторые внешние строения приобрели позднеготический облик, потолок Красной башни был покрыт сводами, а интерьер украшен росписями. Оба готических дворца замка были с внешних сторон отштукатурены и покрыты сграффито. В результате ухудшения финансового состояния панов из Ржичан Швиговское панство и замок в 1598 или 1599 году перешли во владение Гумпрехта из рода Черниных из Худениц.
Внешние укрепления замка потеряли своё фортификационное значение и оказались заброшены уже к началу XVII века. Во время Тридцатилетней войны окрестности города были разграблены и сожжены шведскими войсками, однако замок дважды выдержал атаки шведов и, по-видимому, остался невредимым. Желая предотвратить захват чешских замков послевоенными бандами, король Фердинанд III издал указ о сносе укреплений Швиговского замка. Приблизительно в 1655—1658 годах были снесены северная и восточная части внешних укреплений замка, демонтирована Золотая башня на северо-восточном углу цитадели, а также засыпаны оба водных рва. Тем не менее, Черниным из Худениц удалось предотвратить полный снос замка. В XVIII веке они превратили замок в сельскохозяйственный объект, используя оба его дворца в качестве зернохранилища. Замковые строения постепенно ветшали, каменные лестницы и тротуары внутреннего двора были заменены земляными рампами, в первом этаже южного дворца был устроен хлев. Другой хлев был пристроен к юго-западной части парканной стены цитадели на месте, где когда-то был водный ров. В северо-восточной части парканной стены к Красной башне был построен жилой дом, в южной — ещё один хлев или конюшня и сарай с навесом. Укрепления западной стороны замка были частично разобраны (в том числе демонтированы башни), а у западной внешней стены взамен производственных зданий около 1770 года были поставлены хлевы. В результате ненадлежащей эксплуатации Ржичанский дворец обрушился, а своды кухни у Белой башни провалились. В 1850 году в Красной башне была устроена казарма.

### Замок в Новейшее время
В 1900 году Красная башня была вновь покрыта крышей из шинделя, которой она лишилась в 1865 году. В 1925 году в ходе земельной реформы замок вместе со всеми хозяйственными постройками был передан под управление опытного хозяйственника Карла Кнаппа, однако при нём состояние замка продолжило ухудшаться и уже с 1926 года в официальных документах замок фигурировал в качестве руин. После 1930 года замок вернулся под управление Евгения Чернина из Худениц, который осуществил ремонт северного дворца, обрушившегося в 1928 году, затем отремонтировал замковую капеллу и южный дворец. В 1947 году чехословацкое правительство конфисковало всё имущество Черниных из Худениц и замок Швигов перешёл в собственность государства. В 50-60-х годах было осуществлено восстановление замка как памятника культуры, охраняемого государством. Инициатором и руководителем реконструкции замка был чешский архитектор Бржетислав Шторм. Был восстановлен южный дворец, продолжены работы по реконструкции капеллы, а также снесены хлевы и другие хозяйственные пристройки. Была восстановлена из руин башня Кашперка в юго-западной части внешних укреплений замка, начата реконструкция крепостных башен внешних укреплений, а также отремонтированы опоры свода капеллы.
В замке снимались (замок мачехи) некоторые эпизоды фильма «Три орешка для Золушки», киносказки 1973 года производства Чехословакии и ГДР.
В 1975 году начался следующий этап восстановления замка. Уже в начале этого этапа Красная башня была вновь покрыта крышей из шинделя. В 80-х годах была восстановлена из руин Белая башня, продолжены ремонтные работы в амбаре и западных укреплениях замка, осушены и очищены подвалы дворцов, в северной части была уложена мостовая. В 1990 году был вычищен западный водный ров (канал) и обновлена его кладка, восстановлен фундамент западной части амбара и заново возведена стена на нём, укреплена призматическая башня в составе западных укреплений. В 1991—1995 годах был восстановлен первый этаж южного дворца, устранены остатки хлевов и приведена в порядок кладовая. Примерно с 2004 года, помимо окончания восстановления интерьера амбара, проводились работы по спасению разрушавшейся облицовки выходящих во внутренний двор фасадах дворцов, а также крыш северного дворца и замковой капеллы. В 2006 году была восстановлена часть восточных внешних укреплений замка в пределах противопаводкового вала, тогда же замок был подключен к городской системе канализации.
В 2001 году замок был внесён в список национальных памятников культуры Чехии. Сегодня замок Швигов находится в ведении Национального института памятников Чешской Республики и является одной из наиболее посещаемых достопримечательностей Пльзенского края (к примеру, в 2014 году его посетили 35 564 туристов), занимая четвёртое место среди самых посещаемых замков края и уступая только замкам Раби, Кашперк и Вельгартице.
|                    |  | |  |                                                                     |  |                                                               |
| Вид на замок с юга |  | Вид на цитадель с востока: замковая капелла на Полигональной башне (в центре), руины Зеленой башни и внешней башни (слева) |  | Вид на цитадель с запада: Красная башня, входная башня, Белая башня |  | Вид на цитадель с севера: Красная башня, входная башня и мост |

## Археологические исследования
Первые сообщения об археологических находках в районе замка Швигов связаны с началом его восстановления под руководством Бржетислава Шторма в начале 50-х годов XX века. Документированием этих археологических находок занимался сам Шторм. Первые систематические археологические исследования были проведены Доброславой Менцловой осенью 1951 года. В январе 1983 года коллективом Государственного института реконструкции памятниковых центров и объектов (SÚRPMO) под руководством Франтишека Кашечки был разработан генеральный план археологических исследований замка Швигов. В то же время были проведены археологические раскопки в подвале северного дворца, которыми руководила Гана Свободова. В 1989—1994 годах под руководством Эвы Каменицкой прошли археологические исследования на территории амбара и призматической башни западных укреплений. В 2005—2012 годах раскопки в замковом ареале проводились под руководством археолога Линды Фостер.

## Описание
Согласно первоначальной концепции в результате перестройки в конце XV века замок должен был оказаться на искусственном острове. После перестройки цитадель («ядро») замка приобрела двухдворцовую планировку с прямоугольным внутренним двором в центре плана. С севера и юга внутренний двор был ограничен прямоугольными дворцами, с востока от двора была возведена замковая капелла, возвышающаяся на крепостной башне с полигональним внешним завершением (Полигональная башня), на западе была построена лестница из внутреннего двора, ведущая к входной башне цитадели. Двор и дворцы цитадели были окружены двойной стеной с внутренним пространством между стенками шириной 7—8 метров (стена «парканного типа») с входной башней на западе и четырьмя угловыми крепостными башнями (Красная башня в северо-западном углу цитадели, Золотая — в северо-восточном, Белая — в юго-западном и Зелёная — в юго-восточном). Вокруг парканной стены был вырыт внутренний ров шириной около 10 метров, через который к входной башне был перекинут каменный мост. Стены рва были укреплены кирпичной кладкой.
Цитадель замка была окружена вторым поясом крепостных стен, составившим внешние укрепления замка. Вокруг внешних укреплений был выкопан широкий внешний ров с запада, юга и востока. С восточной стороны внешний ров до наших дней не сохранился. Внутренний и внешний рвы были соединены каналом с рекой Углавой, через который и наполнялись водой (а сохранившаяся часть внешнего рва наполняется и по сей день). Кроме того, оборонную функцию выполняли три больших пруда, расположенных рядом с замком. Прилегающие к замку с западной стороны строения, скорее всего, первоначально были соединены стенами с северными и южными внутренними укреплениями замка, образуя, таким образом, отдельный оборонительный комплекс.
В дошедшей до наших дней структуре замка сохранилась значительная часть первоначальной планировки, очевидно, датируемой XIV веком. К ней относится северный дворец с частью крепостной стены, окружающей внутренний двор замка с востока, а также, вероятно, часть двойной («парканной») стены на западе. Отпечаток на входной башне свидетельствует о существовании в тот период большого дворца в западной части замка.
Внутри Красной башни сохранились настенные росписи конца XV века со сценами светской жизни (турниры, танцы, праздники, охота и т. п.). Особую ценность представляет настенная фреска в замковой капелле, изображающая сцену боя Святого Георгия с драконом. На заднем плане этой сцены изображён замок Швигов, каким он выглядел около 1550 года.
|                             |  |                             |  |                              |  |                                         |
| Северо-западная башня зимой |  | Северо-западная башня летом |  | Центральная часть укреплений |  | Башня Кашперка на юго-западе укреплений |